# Tipulodina hopeiensis
Tipulodina hopeiensis är en tvåvingeart som först beskrevs av Alexander 1936.  Tipulodina hopeiensis ingår i släktet Tipulodina och familjen storharkrankar. Inga underarter finns listade i Catalogue of Life.